# Roztoka (gmina Kleczew)
Roztoka – wieś w Polsce położona w województwie wielkopolskim, w powiecie konińskim, w gminie Kleczew.
| SIMC    | Nazwa      | Rodzaj    |
| ------- | ---------- | --------- |
| 0286479 | Mikołajewo | część wsi |

W latach 1975–1998 miejscowość położona była w województwie konińskim.
17 czerwca 1956 roku we wsi powstała jednostka Ochotniczej Straży Pożarnej. 